# Serhij Arbuzow
Serhij Hennadijowycz Arbuzow, ukr. Сергій Геннадійович Арбузов (ur. 24 marca 1976 w Doniecku) – ukraiński ekonomista, bankowiec i polityk, w latach 2010–2013 prezes Narodowego Banku Ukrainy, od 2012 do 2014 pierwszy wicepremier. Od 28 stycznia 2014 do 27 lutego 2014 pełniący obowiązki premiera Ukrainy.

## Życiorys
Urodził się w Doniecku w rodzinie bankowców. Ukończył studia z dziedziny finansów na Donieckim Uniwersytecie Narodowym (1998). W 2009 uzyskał stopień kandydata nauk z ekonomii na uniwersytecie ekonomicznym w Doniecku. Od połowy lat 90. zawodowo związany z sektorem finansowym. Pełnił funkcję dyrektora filii PrywatBanku w Konstantynówce (1998–2003), zaś od 2003 do 2010 był prezesem zarządu UkrBiznesBanku z siedzibą w Doniecku. Później zasiadał w radzie nadzorczej Ukreksimbanku, m.in. był jej przewodniczącym.
Od 2005 krótko był członkiem partii Nasza Ukraina. Od września 2010 pełnił obowiązki pierwszego zastępcy prezesa Narodowego Banku Ukrainy. W grudniu tegoż roku Rada Najwyższa Ukrainy wybrała go na wniosek prezydenta Wiktora Janukowycza prezesem NBU większością 282 głosów. Opozycja nie uczestniczyła w głosowaniu.
Związany w tym czasie z Partią Regionów. 24 grudnia 2012 został pierwszym wicepremierem Ukrainy w gabinecie Mykoły Azarowa. Ustąpił wówczas (ze skutkiem na 11 stycznia 2013) z funkcji prezesa banku centralnego. 28 stycznia 2014 tymczasowo objął urząd premiera Ukrainy po dymisji Mykoły Azarowa. Pełnił tę funkcję do 27 lutego 2014, gdy na czele rządu stanął Arsenij Jaceniuk.
W marcu 2014 został wykluczony z Partii Regionów decyzją zjazdu tego ugrupowania. Objęty postępowaniem karnym zainicjowanym po zmianie władzy na Ukrainie. Według śledczych wyjechał na stałe do Rosji.
Żonaty, ma dwóch synów. Jest przyjacielem Ołeksandra Janukowycza, syna Wiktora Janukowycza. Jego matka Wałentyna Arbuzowa objęła funkcję prezesa banku kontrolowanego przez starszego syna byłego prezydenta.